# 불도저에 탄 소녀
불도저에 탄 소녀(The Girl on a Bulldozer)는 한국에서 제작된 박이웅 감독의 2021년 드라마 영화이다. 김혜윤 등이 주연으로 출연하였다.

## 출연
- 김혜윤
- 박혁권
- 오만석
- 예성
- 강정우

## 수상
- 2022년 제43회 청룡영화상 신인여우상 (김혜윤)
- 2022년 제58회 대종상 영화제 신인여우상 (김혜윤)
- 2022년 제58회 대종상 영화제 신인감독상 (박이웅)